# Liste von Versfüßen
Die folgende Tabelle enthält die Versfüße der antiken Metrik sortiert in Gruppen nach der Zahl ihrer Glieder. Die Spalten zeigen das Schema des Versfußes und die Abkürzung in metrischer Notation, griechische Namen mit Umschrift, lateinische Namen und die im Deutschen gebräuchliche Bezeichnung.
| Schema                             | Abk.                        | griechisch                    | gr. Transkr.                   | lateinisch                              | deutsch                              | Bemerkung                                                                                     |
| Zweigliedrige einfache Füße        | Zweigliedrige einfache Füße | Zweigliedrige einfache Füße   | Zweigliedrige einfache Füße    | Zweigliedrige einfache Füße             | Zweigliedrige einfache Füße          | Zweigliedrige einfache Füße                                                                   |
| ---------------------------------- | --------------------------- | ----------------------------- | ------------------------------ | --------------------------------------- | ------------------------------------ | --------------------------------------------------------------------------------------------- |
| ◡                                  |                             | πυρρίχιος, δίβραχυς           | pyrrhichios, dibrachys         | pyrrhichius, dibrachus, bibrevis        | Pyrrhichius, Dibrachys               | zweisilbiger Brachysyllabus                                                                   |
| —◡                                 | tr                          | τροχαῖος                      | trochaios                      | trochaeus                               | Trochäus, auch Faller                | in der Antike auch manchmal als choreios bzw. choreus bezeichnet                              |
| ◡—                                 | ia                          | ἴαμβος                        | iambos                         | iambus                                  | Jambus, auch Steiger                 |                                                                                               |
| —                                  | sp                          | σπονδεῖος                     | spondeios                      | spondēus, spondius                      | Spondeus                             |                                                                                               |
| Dreigliedrige einfache Füße        |                             |                               |                                |                                         |                                      |                                                                                               |
| ◡                                  |                             | τρίβραχυς                     | tribrachys                     | tribrachys, tribrachus, tribrevis       | Tribrachys                           | dreisilbiger Brachysyllabus; in der Antike auch manchmal als choreios bzw. choreus bezeichnet |
| —◡                                 | da                          | δάκτυλος                      | daktylos                       | dactylus                                | Daktylus, auch Doppelfaller          |                                                                                               |
| ◡—◡                                |                             | ἀμφίβραχυς                    | amphibrachys                   | amphibrachys, amphibrachus, amphibrevis | Amphibrachys                         |                                                                                               |
| ◡—                                 | an                          | ἀνάπαιστος                    | anapaistos                     | anapaestus                              | Anapäst, auch Doppelsteiger          |                                                                                               |
| ◡—                                 | ba                          | βακχεῖος                      | bakcheios                      | bacchius                                | Bacchius oder auch Bakchius          |                                                                                               |
| —◡—                                | cr                          | ἀμφίμακρος                    | amphimakros                    | amphimacrus                             | Amphimacer oder Kretikus             |                                                                                               |
| —◡                                 |                             | παλιμβάκχειος                 | palimbakcheios                 | antibacchius                            | Antibacchius oder auch Palimbakchius |                                                                                               |
| —                                  |                             | μολοσσός                      | molossos                       | molossus                                | Molossus                             |                                                                                               |
| Viergliedrig zusammengesetzte Füße |                             |                               |                                |                                         |                                      |                                                                                               |
| ◡                                  |                             | προκελευσματικός, τετράβραχυς | prokeleusmatikos, tetrabrachys | proceleusmaticus                        | Prokeleusmatikus                     | viersilbiger Brachysyllabus                                                                   |
| —◡                                 |                             | παιών Αʹ                      | paiōn 1                        | paean primus                            | Päon 1                               |                                                                                               |
| ◡—◡                                |                             | παιών Βʹ                      | paiōn 2                        | paean secundus                          | Päon 2                               |                                                                                               |
| ◡—◡                                |                             | παιών Γʹ                      | paiōn 3                        | paean tertius                           | Päon 3                               |                                                                                               |
| ◡—                                 |                             | παιών Δʹ                      | paiōn 4                        | paean quartus                           | Päon 4                               |                                                                                               |
| —◡                                 | ioma                        | ἐπιονικός                     | epionikos                      | ionicus a maiore                        | fallender Ionikus                    |                                                                                               |
| ◡—◡                                |                             | ἀντίσπαστος                   | antispastos                    | antispastus                             | Antispast                            |                                                                                               |
| ◡—                                 | iomi                        | ιονικός                       | ionikos                        | ionicus a minore                        | steigender Ionikus                   |                                                                                               |
| —◡—                                | cho                         | χορίαμβος                     | choriambos                     | choriambus                              | Chorjambus                           |                                                                                               |
| —◡—◡                               |                             | διτρόχαιος                    | ditrochaios                    | ditrochaeus                             | Ditrochäus, auch Dichoreus           | doppelter Trochäus                                                                            |
| ◡—◡—                               |                             | διῖαμβος                      | diiambos                       | diiambus                                | Dijambus                             | doppelter Jambus                                                                              |
| ◡—                                 |                             | ἐπίτριτος Αʹ                  | epitritos 1                    | epitritus primus                        | Epitrit 1                            |                                                                                               |
| —◡—                                |                             | ἐπίτριτος Βʹ                  | epitritos 2                    | epitritus secundus                      | Epitrit 2                            | bei Hephaistion auch Karikos                                                                  |
| —◡—                                |                             | ἐπίτριτος Γʹ                  | epitritos 3                    | epitritus tertius                       | Epitrit 3                            | bei Hephaistion auch Podios                                                                   |
| —◡                                 |                             | ἐπίτριτος Δʹ                  | epitritos 4                    | epitritus quartus                       | Epitrit 4                            | bei Hephaistion auch Monogenes                                                                |
| —                                  |                             | δισπόνδειος                   | dispondeios                    | dispondeus                              | Dispondeus                           | doppelter Spondeus                                                                            |
| Fünfgliedrige Füße                 |                             |                               |                                |                                         |                                      |                                                                                               |
| —◡—                                | thym                        |                               | thymelicos                     |                                         | Thymelicus                           |                                                                                               |

Ob mehr als viergliedrige Formen als Versfuß oder als metrische Klausel oder eventuell als eigenständiger Vers zu betrachten sind, wird je nach Autor unterschiedlich entschieden.
Zu den mehr als viergliedrigen Formen wie zum Beispiel Adoneus, Dochmius und Hypodochmius siehe daher die Liste von Versmaßen.